# Robert Peter Deeley
Robert Peter Deeley (Cambridge, Massachusetts, 18 de junio de 1946) es un prelado estadounidense de la Iglesia católica. Obispo emérito de Portland. Fue obispo auxiliar de Boston (2012-2013) y obispo de Portland (2013-2024).

## Biografía

### Familia y formación
Robert Peter nació el 18 de junio de 1946 en Cambridge, Massachusetts. Hijo de Michael y Mary Deeley, ambos del condado de Galway, Irlanda.
En 1964, después de graduarse de Matignon High School en Cambridge, Massachusetts, Deeley fue al Seminario Menor Cardinal O'Connell en Boston. Después de dos años, recibió la Beca de la Fundación Basselin y asistió a la Universidad Católica de América. Después de graduarse en 1968 con una licenciatura en Artes, ingresó al Pontificio Colegio Norteamericano en Roma, obteniendo una licenciatura en Sagrada Teología en la Pontificia Universidad Gregoriana en 1972.
En 1981, regresó a la Pontificia Universidad Gregoriana, donde obtuvo la Licenciatura en Derecho Canónico en 1983 y el Doctorado en Derecho Canónico summa cum laude en 1986.  Su disertación se tituló: "El mandato de quienes enseñan teología en los institutos de estudios superiores: una interpretación del significado del canon 812 del Código de Derecho Canónico".

### Sacerdocio
El 14 de julio de 1973, fue ordenado sacerdote para la Arquidiócesis de Boston por el Cardenal Humberto Medeiros en su parroquia natal del Sagrado Corazón en Watertown, Massachusetts.  Después de su ordenación, se desempeñó como párroco asociado y luego como secretario del Tribunal Metropolitano de la arquidiócesis.
De vuelta en Boston, sirvió en varias capacidades en el Tribunal Metropolitano antes de ser llamado a trabajar en la Congregación para la Doctrina de la Fe por el cardenal Joseph Ratzinger en 2004.  Mantuvo este cargo en Roma hasta 2010, cuando regresó a Boston para ser nombrado vicario general y moderador de la curia en 2011.
Fue nombrado prelado de honor en 1995 por el Papa Juan Pablo II dándole el título de "monseñor". Se desempeñó como presidente de la Canon Law Society of America en 2000.

## Episcopado

### Obispo Auxiliar de Boston
El 9 de noviembre de 2012, el Papa Benedicto XVI lo nombró obispo auxiliar de Boston y obispo titular de Kearney. Fue consagrado el 4 de enero de 2013 en la Catedral de la Santa Cruz de Boston por el cardenal Seán O'Malley.  El arzobispo John Nienstedt y el obispo Robert Evans sirvieron como co-consagradores. Eligió "Veritatem facere in caritate" ("Vivir la verdad en el amor") de la Carta de San Pablo a los Efesios como su lema episcopal, porque cree que es "el corazón de nuestro desafío en la Iglesia de hoy".
Fue el tercer presidente de la Canon Law Society en ser nombrado obispo por Benedicto XVI, uniéndose al obispo Randolph Calvo y al obispo Mark Bartchak.

### Obispo de Portland
El 18 de diciembre de 2013, el Papa Francisco lo nombró obispo de Portland.  Fue instalado en la Catedral de la Inmaculada Concepción, el 14 de febrero de 2014.
El 16 de septiembre de 2016, un hombre de Maine demandó a Deeley, alegando que dos sacerdotes de la diócesis lo habían abusado sexualmente cuando era niño.  El demandante anónimo cumplía una condena de 60 años por el asesinato de su abuelo en 1986.